# Теодоли, Аугусто
Аугусто Теодоли (итал. Augusto Theodoli; 18 сентября 1819, Рим, Папская область — 26 июня 1892, Рим, королевство Италия) — итальянский куриальный кардинал. Префект Дома Его Святейшества с 30 марта 1882 по 7 июня 1886. Префект Апостольского дворца с 25 июля 1885 по 7 июня 1886. Кардинал-дьякон с 7 июня 1886, с титулярной диаконией Санта-Мария-делла-Скала с 10 июня 1886.  